# Małgorzata Braunek
Małgorzata Braunek, née le 30 janvier 1947 à Szamotuły en Pologne et morte le 23 juin 2014 à Varsovie, est une actrice polonaise. Elle est la mère du réalisateur et scénariste Xawery Żuławski et de l'actrice Orina Krajewska.

## Biographie
Diplômée de L'Académie d'art dramatique Ludwik Solski, elle se produit d'abord au théâtre, mais s'avère davantage intéressée par le cinéma. Après quelques rôles décrochés à la fin des années 1960, sa carrière sur le grand écran décolle sous la direction  d'Andrzej Zulawski, son époux, qui la fait découvrir et jouer le rôle principal du film La Troisième Partie de la nuit en 1972, puis d'une femme mariée dans Le Diable, sorti la même année, mais censuré en Pologne jusqu'en 1988. Elle est plus tard choisie pour incarner Oleńka Billewiczówna dans Plus fort que la tempête de Jerzy Hoffman. Ensemble, ils ont un fils Xawery Żuławski, né en 1971.
Elle joue Izabela Lecka dans la série télévisée The Doll de Ryszard Ber, adaptée de l'œuvre de Bolesław Prus. Dès la fin de la série, Małgorzata interrompt sa carrière d'actrice. Après un voyage spirituel en Inde et au Tibet, une rencontre avec le Dalaï-lama la décide à se convertir au bouddhisme et à s'adonner à la méditation. Elle rencontre par la suite l'auteur Andrzej Krajewski, avec lequel elle se marie. De cette union naît Orina Krajewska. Małgorzata et Andrzej vivent ensemble jusqu'à la mort de cette dernière.  
Małgorzata Braunek revient sur les écrans seulement dans les années 1990. Elle apparaît dans un rôle comique dans Intruz de Łukasz Wylężałek, et comme Marianna dans le film  Tulipany de Jacek Borcuch.
Elle meurt des suites d'un cancer le 23 juin 2014, alors âgée de 67 ans.

## Distinctions
Małgorzata Braunek reçoit un Aigle de la meilleure actrice dans un second rôle en 2005 pour avoir joué Marianna dans Tulipany. Le 11 avril 2014, elle reçoit la Médaille d'or du Mérite culturel polonais Gloria Artis.
- Officier de l'ordre Polonia Restituta

## Filmographie

### Cinéma
- 1968 : Wycieczka w nieznane
- 1969 : Ruchome piaski : fille
- 1969 : La Chasse aux mouches (Polowanie na muchy) d'Andrzej Wajda : Irena
- 1969 : Skok
- 1969 : Wniebowstapienie : Raisa Wolkowa
- 1970 : Krajobraz po bitwie
- 1970 : Oxygen
- 1970 : Lokis. Rekopis profesora Wittembacha : Julia
- 1971 : La Troisième Partie de la nuit (Trzecia część nocy) d'Andrzej Żuławski : Marta
- 1972 : Le Diable (Diabeł) d'Andrzej Żuławski : la mariée
- 1974 : Plus fort que la tempête (Potop) de Jerzy Hoffman : Olenka Billewiczówna
- 1974 : Wielki uklad : Marta Nowicka
- 1976 : Smuga cienia d'Andrzej Wajda
- 1978 : Jörg Ratgeb - Maler : Junge Bäurin
- 1980 : Golyamoto noshtno kapane : Zana
- 1998 : Darmozjad polski : touriste
- 2004 : Tulipany : Marianna
- 2007 : Z milosci : Matka Rozy

### Télévision
- 1978 : Wejscie w nurt : Małgorzata
- 1978 : Lalka (série télévisée) : Izabela Lecka (6 épisodes)
- 1997 : 13 posterunek (série télévisée)
- 2005 : Pensjonat Pod Róza (série télévisée) : Wieslawa Pasternak
- 2007 : Ekipa (série télévisée)
- 2009 : Dom nad rozlewiskiem (série télévisée) : Barbara Jablonowska
- 2010 : Milosc nad rozlewiskiem (série télévisée) : Barbara Jablonowska
- 2011 : Zycie nad rozlewiskiem (série télévisée) : Barbara Jablonowska
- 2012 : Nad rozlewiskiem... (série télévisée) :  Barbara Jablonowska
- 2014-2015 : Cisza nad rozlewiskiem (série télévisée) : Barbara Jablonowska (9 épisodes)